# Nooit Gedacht (Schaijk)
Nooit Gedacht of Molen van Klein Gaal was een ronde stenen molen te Schaijk, die gebouwd is in 1858. Het restant van de molen bevindt zich aan de Kleingaalseweg 11-13 te Schaijk.
De molen was van het type grondzeiler en in gebruik als korenmolen.
In 1950 werden voor het laatst herstelwerkzaamheden aan de molen uitgevoerd, doch in 1961 werd ze alsnog onttakeld.
Momenteel is er nog een molenromp zichtbaar.